# Fusch an der Grossglocknerstrasse
Fusch an der Grossglocknerstrasse är en kommun i Österrike. Den ligger i distriktet Zell am See i förbundslandet Salzburg, 320 km väster om huvudstaden Wien. 
Kommunen består av två orter (Ortschaften) (inom parentes invånarantal 1 januari 2024):
- Taxenbacher-Fusch (218)
- Zeller-Fusch (531)